# Rybarzowice (Basse-Silésie)
Pour l’article homonyme, voir Rybarzowice (Silésie).
Rybarzowice est une localité polonaise de la gmina de Bogatynia, située dans le powiat de Zgorzelec en voïvodie de Basse-Silésie.